# New York Herald Tribune
New York Herald Tribune var en tidning baserad i New York som tillkom genom en sammanslagning av New York Herald och New-York Tribune år 1924. Tidningen upphörde att publiceras i augusti 1966. Bland de som skrev för tidningen märks Dorothy Thompson, Richard Watts, Jr., Walter Kerr och Walter Lippmann.